# درويانه وشكه (سقز)
قرية درويانه وشكه (بالكردية: دەرەویانەوشکە) هي إحدى القرى التابعة لـخورخوره في ريف قسم زيويه من مقاطعة سقز، في محافظة كردستان الإيرانية.

## السكان
حسب إحصاءات سنة 2006، بلغ إجمالي السكان في درويانه وشكه 181 نسمة وعدد المساكن 30 مسكن. لغة سكان درويانه وشكه هي اللغة الكردية و هم من أهل السنة والجماعة والمذهب الشافعي.